# 세계 환경의 날

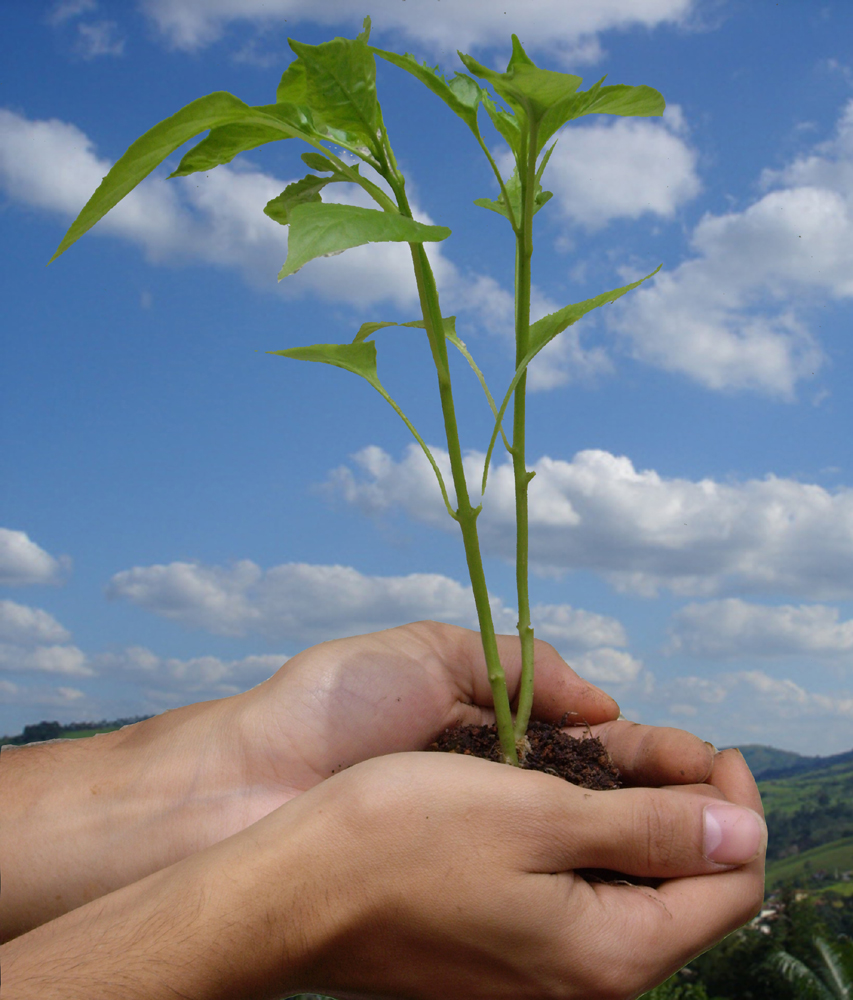

세계 환경의 날 ( 世界 環境의 날 , World Environment Day ) 은 매년 6월 5일로, 1972년 6월 5일에 스웨덴 스톡홀름에서 열린 국제 연합 총회를 통해 제정된 날이다. 이 날은 지구의 날과 거의 동일하다. 스톡홀름에서 열린 유엔인간환경회의는 국제사회가 지구환경보전을 위해 공동노력을 기울일 것을 다짐한 첫 번째 국제회의였는데, 이 회의를 통해 인간환경선언이 발표되었고 UN 산하에 환경전문기구인 유엔환경계획(UNEP)을 설치하기로 결의하였다.
이 결의에 따라 설립된 UNEP는 1987년부터 매년 세계 환경의 날을 맞아 그 해의 주제를 선정·발표하며, 대륙별로 돌아가며 한 나라를 정해 행사를 개최하고 있다. 특히 환경보호를 위한 개인과 지역사회의 활동을 장려하기 위해 제정한 '글로벌 500상' 시상식을 개최하고 있다. 이 상은 매년 6월 5일 세계 환경의 날에 환경보호와 개선에 뛰어난 업적을 이룬 개인과 기관에 수여되고 있다.

## 같이 보기
- 식목일
- 지구의 날
- 유엔 인간 환경 회의